# پریگوریا
پریگوریا (به لاتین: Prigoria) یک منطقهٔ مسکونی در رومانی است که در شهرستان گورژ واقع شده‌است.